# Chaetodus irregularis
Chaetodus irregularis är en skalbaggsart som beskrevs av John Obadiah Westwood 1845. Chaetodus irregularis ingår i släktet Chaetodus och familjen Hybosoridae. Inga underarter finns listade i Catalogue of Life.